# 图尔大剧院
图尔大剧院（Grand Théâtre de Tours）图尔兴建在一座方济各会小圣堂的基础上，1794年出售成为国家财产。1796年，小圣堂被改为剧院。1872年拆除原建筑，由Léon Rohard仿照巴黎歌劇院进行重建。1883年，建筑被大火摧毁，只有宏伟的立面被保留了下来。Jean-Marie Hardion负责重建。目前的图尔大剧院完成于1889年。
图尔大剧院有近1000个座位，演出歌剧及交响乐。

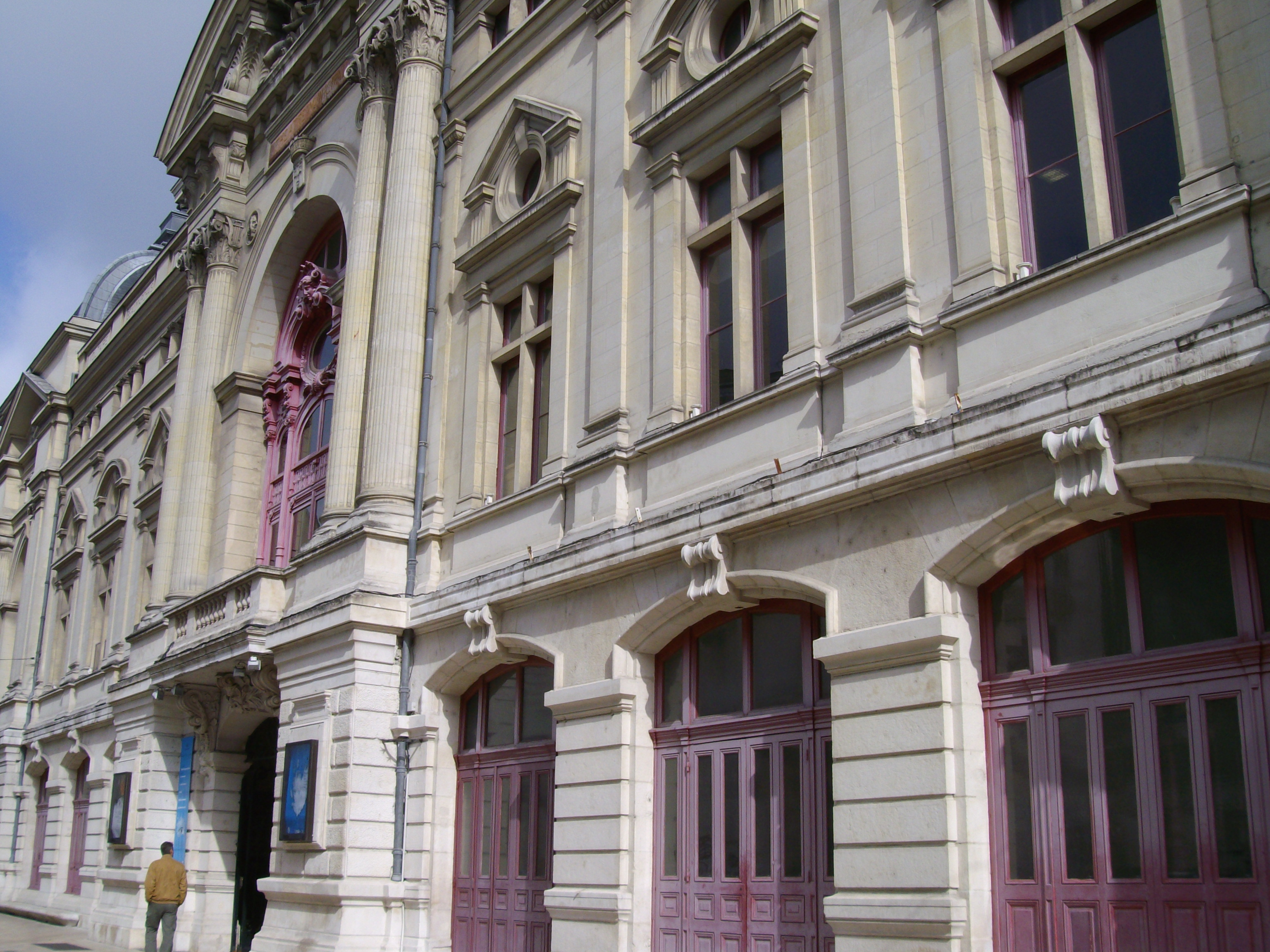
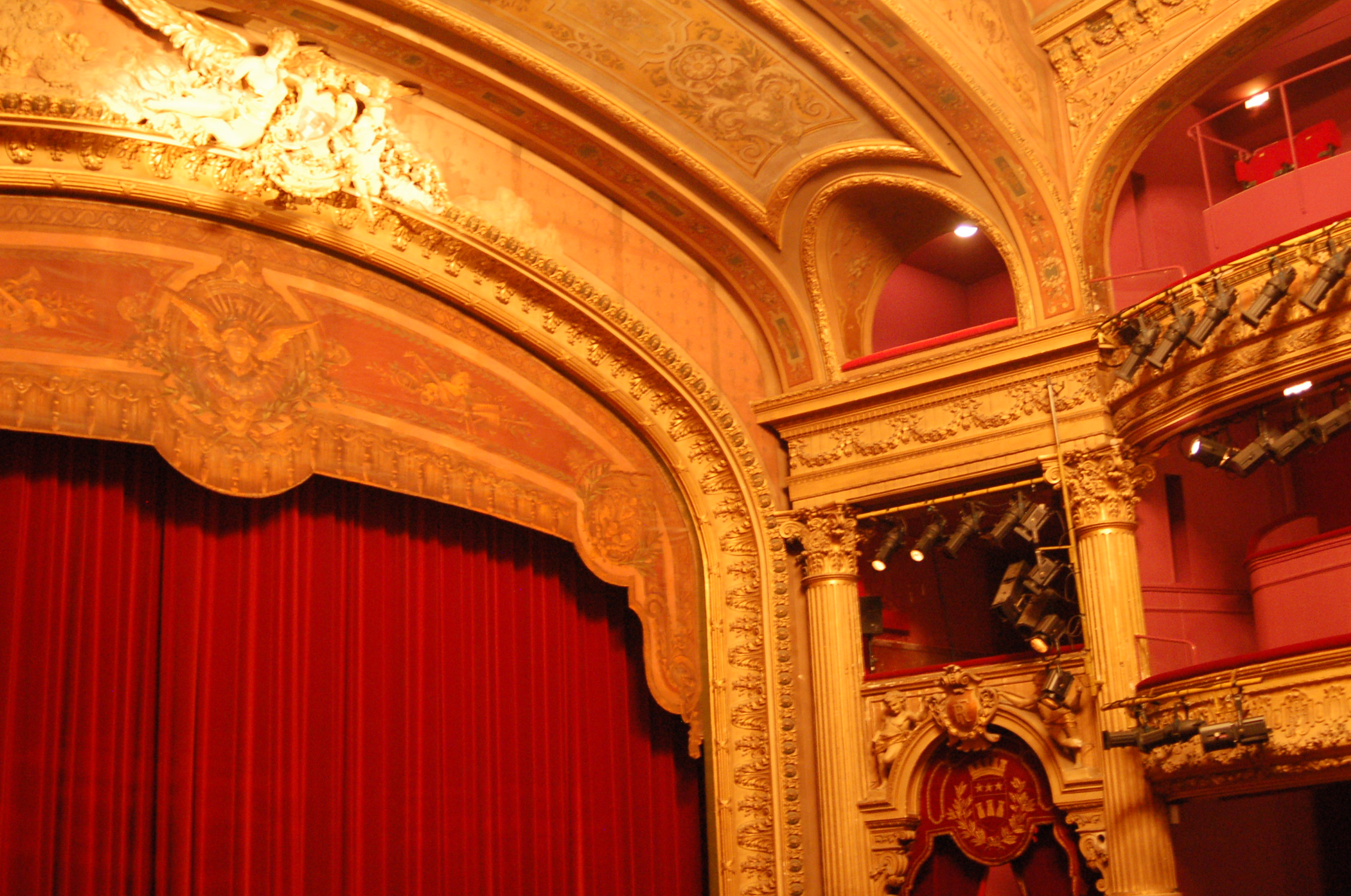
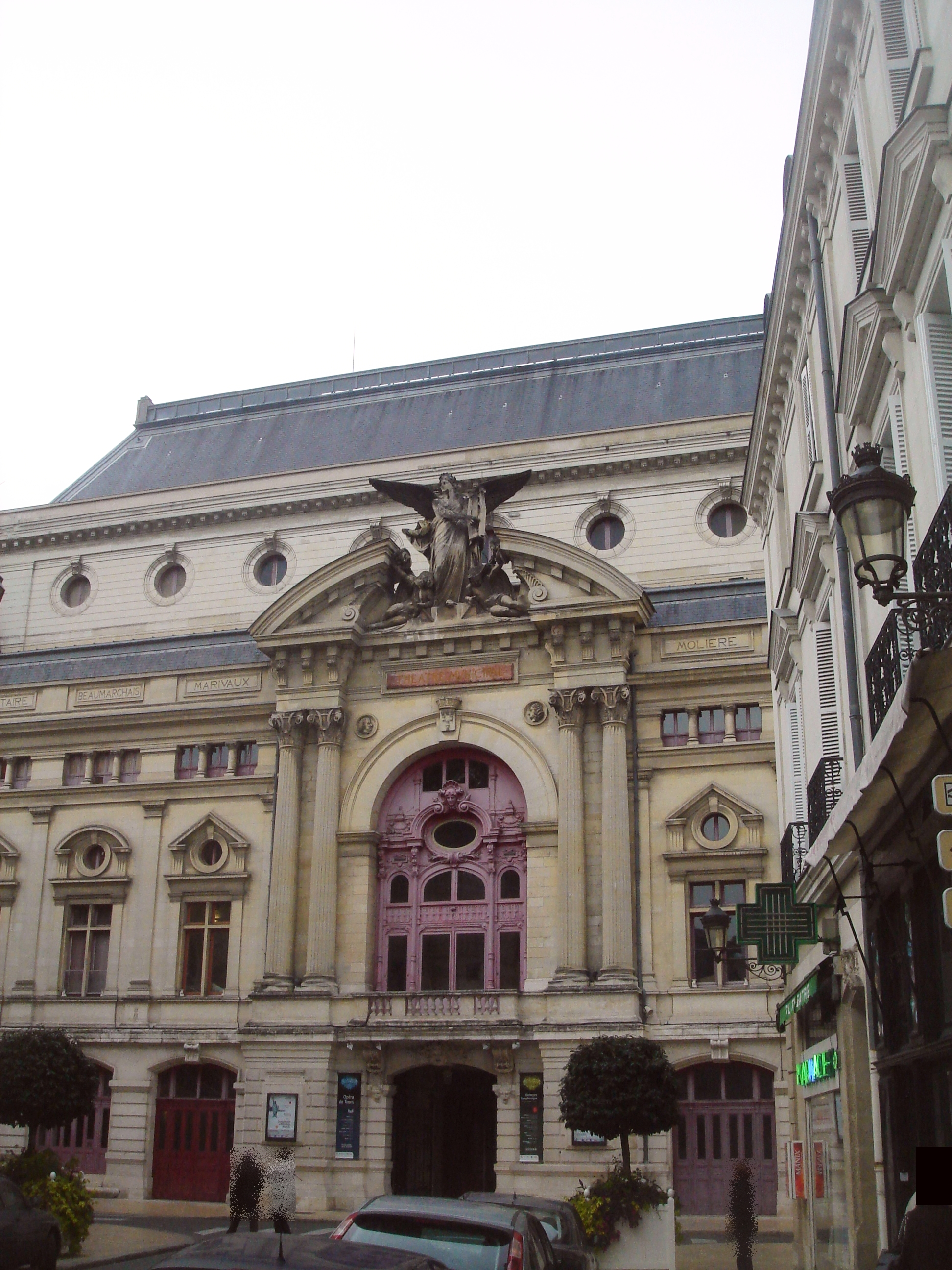